# Специјална олимпијада

Let me win but if I cannot win, let me be brave in the attempt

– Заклетва Специјалне олимпијаде
Специјална олимпијада је највећа светска спортска организација за децу и одрасле са интелектуалним тешкоћама која обезбеђује обуку и активности током целе године за 5 милиона учесника и партнера Unified Sports у 172 земље. Такмичења Специјалне олимпијаде одржавају се свакодневно широм света — укључујући локална, национална и регионална такмичења, што додаје више од 100.000 догађаја годишње. Као и Међународни параолимпијски комитет, организацију Специјалне олимпијаде признаје Међународни олимпијски комитет; међутим, за разлику од Параолимпијских игара, њене Светске игре се не одржавају исте године нити у вези са Олимпијским играма.
Светске игре Специјалне олимпијаде су велики догађај који организује Комитет Специјалне олимпијаде. Светске игре се углавном смењују између летњих и зимских игара, у двогодишњим циклусима, који се понављају сваке четврте године. Прво издање игара одржано је 20. јула 1968. у Чикагу, Илиноис, са око 1.000 спортиста из САД и Канаде. На тим првим играма, почасна председавајућа догађаја Јунис Кенеди Шрајвер најавила је формирање организације Специјалне олимпијаде. Међународно учешће се проширило у наредним играма. Прве летње игре одржане ван Сједињених Америчких Држава биле су у Даблину у Ирској 2003. Учествовало је 7000 спортиста из 150 земаља. Најскорије летње игре одржане су у Берлину, Немачка, између 16. и 25. јуна 2023.
Прве Светске зимске игре одржане су 1977. у Стимбот Спрингсу, Колорадо, САД. Аустрија је била домаћин првих Зимских игара ван Сједињених Америчких Држава 1993. године. Најновије Светске зимске игре Специјалне олимпијаде одржане су у Грацу, Шладмингу и Рамзау, Аустрија, од 14. марта 2017. до 25. марта 2017. (погледајте и Светске зимске игре Специјалне олимпијаде 2017.). Током Светских зимских игара 2013. године у Пјонгчангу, у Јужној Кореји, одржан је први самит о глобалном развоју Специјалне олимпијаде на тему „Окончање циклуса сиромаштва и искључености за особе са интелектуалним инвалидитетом“, који је окупио владине званичнике, активисте и пословне лидере из света.

## Историја
Јунис Кенеди Шрајвер веровала је да ментално хендикепирани људи могу бити срећни и да живе смисленим животом. Њена сестра, Розмери Кенеди, која је била спора у учењу, имала је нападе и промене расположења. Њеној мајци су лекари рекли да је Розмарина ситуација безнадежна. Почетком 1940-их, Розмари је преписана лоботомија, због чега је остала неспособна. Јунис је основала Специјалну олимпијаду да би на позитивно променила ставове према ментално хендикепираним особама. У јуну 1963. Кенеди Шрајвер је покренула дневни камп под називом Камп Шрајвер за децу са интелектуалним и физичким инвалидитетом у свом дому у Потомаку, Мериленд. Камп је настојао да одговори на забринутост да деца са сметњама у развоју имају врло мало могућности да учествују у организованим атлетским догађајима. Тадашњи шеф Фондације Џозеф П. Кенеди Млађи и члан Панела о менталној ретардацији председника Џона Ф. Кенедија, промовисао је концепт укључивања људи са интелектуалним тешкоћама у физичку активност. Камп је прерастао у годишњи догађај, а Фондација Кенеди је дала грантове универзитетима, одељењима за рекреацију и друштвеним центрима за одржавање сличних кампова.
Такође почетком 1960-их, Кенеди Шрајвер је написала чланак у Saturday Evening Post-у, наводећи да је њена сестра, Розмери, такође сестра председника Џона Ф. Кенедија, рођена са интелектуалним инвалидитетом. Овај искрени чланак о председниковој породици виђен је као „прекретница“ у промени става јавности према особама са интелектуалним инвалидитетом. Розмеринин инвалидитет дао је Кенедију Шрајверу идеју да особе са интелектуалним инвалидитетом могу да се такмиче и истовремено уједине у јавности. Често се говорило да је Розмарин инвалидитет био Јунисина инспирација за формирање Специјалне олимпијаде (како је покрет почео да се зове); Јунис је за Њујорк тајмс 1995. рекла да то није баш тако. „Игре не би требало да се фокусирају на једног појединца“.
Године 1958. др Џејмс Н. Оливер из Енглеске спровео је пионирско истраживање, укључујући револуционарну студију која је показала да физичке вежбе и активности за децу са интелектуалним тешкоћама имају позитивне ефекте који се такође преносе у учионицу („The Effects of Physical Conditioning Exercises and Activities on the Mental Characteristics of Educationally Sub-Normal Boys, British Journal of Educational Psychology, XXVIII, јун 1958. године. Оливер је 1964. служио као консултант у кампу Шрајвер.
 
Истраживање др Френка Хејдена из 1964. године, канадског професора физичког васпитања из Лондона, Онтарио, показало је да особе са интелектуалним тешкоћама могу и треба да учествују у физичким вежбама. Он је веровао да ће се корист од такве активности видети у свим областима живота спортиста. Уз помоћ локалне школе која је понудила простор у својој фискултурној сали, Хејден је у јесен 1968. покренуо један од првих јавних организованих спортских програма, хокеј на паркету за особе са интелектуалним инвалидитетом Средином 1960-их, Хејден је развио и идеју за националне игре, а његов рад је скренуо пажњу Кенеди фондације. Он је поделио своје идеје о националним играма, док је узимао одсуство са наставе и радио за фондацију.
Прве Специјалне олимпијске игре одржане су 20. јула 1968. на Солџер филду у Чикагу. Око 1.000 спортиста из САД и Канаде учествовало је у једнодневном догађају, који је био заједнички подухват Фондације Кенеди и Дистрикта Чикаго Парк. Ен Мекглоун Берк, тадашња наставница физичког васпитања у округу Чикаго Парк, је почела са идејом за једнократно атлетско такмичење у олимпијском стилу за људе са посебним потребама широм града. Бурк се обратио Фондацији Кенеди 1967. да помогне у финансирању догађаја. Кенеди Шрајвер ју је заузврат охрабрио да прошири идеју изван града, а фондација је обезбедила грант од 25.000 долара. Када се Бурке обратила другој добротворној организацији за финансирање, речено јој је: "Требало би да се стидиш што стављаш овакву децу на видело". Саветодавни комитет Специјалне олимпијаде у Чикагу чинили су др Вилијам Фриберг са Универзитета у Јужном Илиноису, др Хејден из Фондације Кенеди, др Артур Пиви, Берк, Вилијам Мекфетриџ и Стивен Кели из округа Чикаго Парк, као и Олимпик шампион у десетобоју Рафер Џонсон. Кенеди Шрајвер је био почасни председавајући. На играма у јулу 1968. Кенеди Шрајвер је најавио формирање Специјалне олимпијаде и да ће се више игара одржавати сваке две године као „Бијенална међународна специјална олимпијада“. Хејден је био извршни директор игара до 1972. године, а затим у међународном развоју игара.
Године 1971. Олимпијски комитет САД је дао званично одобрење Специјалној олимпијади да користи назив „Олимпијада“. Француска је послала прве спортисте изван Северне Америке на друге игре одржане 1970. године. На трећим играма 1972. 10 нација је послало спортисте Прве Светске зимске игре Специјалне олимпијаде одржане су фебруара 1977. у Стеамбоат Спрингсу, Колорадо, САД Уједињене нације су 1986. прогласиле годином Специјалне олимпијаде. 1988. године Специјалну олимпијаду је званично признао Међународни олимпијски комитет (МОК). Прве Светске игре одржане ван САД биле су зимске игре 1993. у Салцбургу и Шладмингу у Аустрији. Аустријски председник је био први шеф државе који је лично отворио игре.
Године 1997. Healthy Athletes је постала званична иницијатива Специјалне олимпијаде, која нуди здравствене информације и прегледе спортистима Специјалне олимпијаде широм света. До 2010. године, програм Healthy Athletes је омогућио бесплатне здравствене прегледе и лечење за више од милион људи са интелектуалним инвалидитетом.
Светске летње игре Специјалне олимпијаде 2003. године – прве одржане ван Сједињених Америчким Држава – одржане су у Даблину у Ирској. Приближно 7.000 спортиста из 150 земаља такмичило се у 18 дисциплина. Игре у Даблину су биле и прве које су имале сопствене церемоније отварања и затварања које су се преносиле уживо. Свечану дужност обавила је председница Ирске Мери Макалис. Игре из 2003. драматично су промениле перцепције и ставове међународног друштва у вези са способностима и ограничењима особа са интелектуалним инвалидитетом. Председник Макалис је описао церемонију отварања Игара 2003. као „време када је Ирска била у свом врхунском најбољем издању“.
Председник Џорџ В. Буш је 30. октобра 2004. године потписао закон „Закон о спорту и оснаживању специјалних олимпијада“, јавно право 108–406. Предлог закона је одобрио финансирање његових програма за здраве спортисте, образовање и ширење широм света. Уз коспонзоре посланика Роја Бланта (Р-МО) и Стенија Хојера (Д-МД), и сенатора Рика Санторума (Р-ПА) и Хари Рида (Д-НВ), закони су једногласно усвојени у оба дома. У јулу 2006. године одржане су прве Игре Специјалне олимпијаде САД на Државном универзитету Ајове. Учествовали су тимови из свих 50 држава и округа Колумбија.
У мају 2016, Мери Дејвис из Даблина, Ирска, именована је за главног извршног директора. Она је први извршни директор изван САД у историји организације. Од 2017. до 2019., америчка секретарка за образовање Бетси ДеВос покушала је да елиминише федерално финансирање Специјалне олимпијаде. Сваке године је Конгрес одбијао идеју, а негодовање јавности након трећег годишњег покушаја резултирало је задржавањем финансирања у 2019. У оквиру прославе 50. годишњице Специјалне олимпијаде 2018. године, покренута је нова мисија под називом „Револуција инклузије“.

## Симболи
Лого Специјалне олимпијаде је заснован на скулптури „Радост и срећа свој деци света“ Зураба Церетелија. Државни универзитет Њујорка, Брокпорт, био је домаћин Летњих игара 1979. и Церетели је тада био гостујући уметник на универзитету. Радио је са Кенеди фондацијом и поклонио скулптуру Универзитету. „Стицк фигуре“ је апстрактна, али хуманистичка форма дизајнирана да пренесе утисак покрета и активности. Логотип треба да буде симбол раста, самопоуздања и радости међу децом и одраслима са сметњама у развоју.
2018. године, Дистрикт Чикаго Парк је посветио „Вечни пламен наде“ у част Специјалне олимпијаде. 30 ft (9,1 m) скулптура Ричарда Ханта стоји на тргу поред Солдиер Фиелд-а, где су прве игре одржане 50 година раније, 1968. Пламен наде је назив за бакљу која се носи и пали на играма Специјалне олимпијаде.
Сарајево је првобитно изабрано за домаћина Свјетских зимских игара Специјалне олимпијаде 2009. године. Због финансијских проблема и сталног кашњења у реконструкцији објеката Зимских олимпијских игара 1984. године, град је одустао од одржавања Игара, а Бојси позван је да буде домаћин догађаја.
2 Планирано је да Оре и Естерсунд, Шведска буду домаћини Светских зимских игара 2021. између 2. и 13. фебруара 2021. Међутим, 20. децембра 2019. објављено је да је Шведски параолимпијски комитет ставио вето на неопходно финансирање за наставак догађаја у земљи, чиме је поништено обећање дато током процеса понуде, Специјална олимпијада је била принуђена да одложи догађај и 2020. настала је пандемија ковида 19. Казањ, Русија је изабрана за зимсокг домаћина године 2023. 29. јуна 2020. 4. марта 2022. године објављено је да ће игре у Казању бити отказане због безбедносних и економских забринутости које су произашле из руске инвазије Украјине 2022.

## Национални програми
Од маја 2023. постоје 204 земље и територије груписане у седам географских региона. Због правних проблема, осам националних програма не користе званичне називе својих земаља на енглеском, већ уместо тога користе званичне називе на својим локалним језицима.
| Број   | Регион                        | Земље |
| ------ | ----------------------------- | ----- |
| 1      | Африка                        | 40    |
| 2      | Азијско-пацифички             | 35    |
| 3      | Источна Азија                 | 6     |
| 4      | Европа - Евроазија            | 58    |
| 5      | Латинска Америка              | 20    |
| 6      | Блиски исток и северна Африка | 22    |
| 7      | Северна Америка               | 23    |
| Укупно | Специјална олимпијада         | 204   |

## Учешће
Програми Специјалне олимпијаде доступни су спортистима бесплатно. Више од 5,7 милиона спортиста и партнера Unified Sports укључено је у спортске тренинге и такмичења Специјалне олимпијаде у 204 земље и територије. Организација нуди обуку током целе године и такмичење у 32 летња и зимска спорта у олимпијском стилу.
Особе са интелектуалним инвалидитетом се охрабрују да се придруже Специјалној олимпијади ради физичке активности, што помаже у смањењу стопе кардиоваскуларних болести и гојазности, између осталих здравствених користи. Такође, добијају многе емоционалне и психолошке предности, укључујући самопоуздање, социјалну компетенцију, изградњу већих атлетских вештина и веће самопоштовање. Такође се показало да је вежбање повезано са смањењем нивоа анксиозности код особа са интелектуалним инвалидитетом.
Да би учествовала на Специјалној олимпијади, особа мора да има најмање 8 година и коју агенција или професионалац идентификује као да има један од следећих услова: интелектуалне сметње, когнитивна кашњења мерена формалном проценом, или значајни проблеми у учењу или професионалним проблемима због когнитивно кашњење које захтевају или су захтевале посебно дизајнирану инструкцију. За младе људе са и без интелектуалних потешкоћа узраста од 2 до 7 година, Специјална олимпијада има програм за младе спортисте—инклузивни програм за спорт и игру са фокусом на активности које су важне за ментални и физички раст. Деца се баве играма и активностима које развијају моторику и координацију руку и очију. Родитељи кажу да њихова деца у Младим спортистима такође развијају боље друштвене вештине. Повећање самопоуздања олакшава им да се играју и разговарају са другом децом на игралишту и на другим местима. Студија Центра за друштвени развој и образовање (Универзитет Масачусетса, Бостон) показала је да су активности такође имале ефекат помоћи деци са интелектуалним тешкоћама да науче рутине и приступе учењу, као и како да прате правила и упутства.
Породице се такође могу укључити у искуство Специјалне олимпијаде. Чланови породице подржавају спортисте.
Волонтери и присталице су саставни део Специјалне олимпијаде—и милиони људи широм света су посвећени њеним програмима. Неки су спонзори или донатори. Многи други су тренери, волонтери догађаја и навијачи.
Тренери помажу спортистима да буду најбољи што могу, без обзира на способност—или инвалидитет. Специјална олимпијада обучава тренере кроз програм Цоацхинг Екцелленце, који укључује партнерство са спортским организацијама. Волонтери Специјалне Олимпијаде упознају се са доживотним пријатељствима и великим наградама.
Постоји много догађаја у којима учествују породице и волонтери, али највећи догађај је Law Enforcement Torch Run, који укључује шефове полиције, полицајце, тајне службе, агенте ФБИ, војну полицију, шерифе, државне војнике, затворске чуваре и друге законе. Окупљање особља за спровођење закона ради подизања свести и средстава за Специјалну олимпијаду. Уочи такмичења Специјалне олимпијаде, службеници за спровођење закона носе бакљу у интервалима дуж планиране руте која покрива већи део државе или земље до места церемоније отварања поглавља или Светских летњих или зимских игара Специјалне олимпијаде. Затим предају бакљу спортисти Специјалне олимпијаде и заједно трче до котлића и пале је, означавајући почетак игара.
Заклетва спортисте Специјалне олимпијаде, коју је први пут представила Јунис Кенеди Шрајвер на инаугурационим међународним играма Специјалне олимпијаде у Чикагу 1968. године, је „Дозволите ми да победим. Али ако не могу да победим, дозволите ми да будем храбар у покушају“. Порекло заклетве потиче од Херберта Ј. Крамера, тадашњег саветника за односе са јавношћу у Кенеди фондацији.

## Доступни спортови
Специјална олимпијада има више од 30 индивидуалних и тимских спортова олимпијског типа који пружају значајне могућности за тренинг и такмичење за особе са интелектуалним инвалидитетом. Ажурирано: 2016. спортовис у којима су се учесници такмичили били су:
- Кошаркка
- Боћање
- Куглање
- Крикет
- Бициклизам
- Јахање
- Уметничко клизање
- Флорбол
- Хокеј на паркету
- Фудбал
- Голф
- Гимнастика: Уметничка и ритмичка гимнастика
- Рукомет
- Џудо
- Карате
- Кајак
- Нетбол
- Дизање тегова
- Вожња ролерима
- Једрење
- Сноубординг
- Трчање на крпљама
- Скијање: алпско и скијашко трчање
- Софтбол
- Брзо клизање, на кратким стазама
- Пливање: Базен и отворена вода
- Стони тенис
- Тенис
- Триатлон
- Одбојка

Остали спортови и програми у вези са спортом укључују Програм обуке моторних активности и одбојку на песку. Доступност спортова може зависити од локације и сезоне.
Кључна разлика између Специјалне олимпијаде и такмичења других спортских организација је у томе што се спортисти свих нивоа способности подстичу да учествују. Такмичења су структуирана тако да се спортисти такмиче са другим спортистима сличних способности у равноправним дивизијама.
На такмичењима се додељују медаље за прво, друго и треће место у свакој дисциплини, а ленте се додељују спортистима који су завршили од четвртог до осмог места.

## Unified Sports
Последњих година, Специјална олимпијада је била пионир концепта уједињених спортова, окупљајући спортисте са и без интелектуалних тешкоћа као саиграче. Основни концепт је да заједнички тренинг и заједничка игра могу створити пут до пријатељства и разумевања. Програм се проширио изван САД и Северне Америке: више од 1,4 милиона људи широм света сада учествује у обједињеним спортовима Специјалне олимпијаде. Циљ је разбијање стереотипа о особама са интелектуалним тешкоћама и промовисање јединства.
Надовезујући се на ово, Специјална олимпијада је покренула „Револуција је инклузија“, позивајући људе широм света да потпишу завет инклузије. Ова кампања са циљем да се прославе све способности почела је када је Специјална олимпијада обележила своју 50. годишњицу.
Недавна студија обједињеног спорта Специјалне олимпијаде у Србији, Пољској, Украјини, Немачкој и Мађарској документовала је предности уједињеног спорта, укључујући ефекат промене става према особама са интелектуалним инвалидитетом. Као што је један партнер Унифиед Спортс рекао: „Срамота ме је да кажем да сам се некада смејао овим људима (људима са интелектуалним тешкоћама), сада ћу рећи било коме да престане да се смеје ако то видим и залагаћу се за људе ако могу." Друге евалуације су такође показале да је Unified Sports успешан у изградњи самопоштовања и самопоуздања код особа са интелектуалним инвалидитетом, као и као начин да се побољша разумевање и прихватање особа са интелектуалним инвалидитетом међу њиховим вршњацима без инвалидитета.
Регионални истраживачки центар Специјалне Олимпијаде Европе Евроазије налази се на Универзитету Улстер Џорданстаун.
У част своје 50. годишњице, Специјална олимпијада је створила први Јединствени куп. Прво такмичење је фудбалски турнир са 440 спортиста из 24 земље.
Unified Robotics, програм који упарује студенте Специјалне олимпијаде са студентима FIRST Robotics да праве роботе, почео је 2016. године и од тада пружа могућности за развој технолошких вештина студентима Специјалне Олимпијаде у држави Вашингтон, Аризони и другим регионима. Специјална олимпијада у Аризони такође промовише инклузију кроз програмирање Unified Arts, укључујући роботику, музику, фотографију, уметничка такмичења и баштованство.

## Здрави спортисти
Како је Специјална олимпијада почела да расте, запослени и волонтери су почели да примећују да спортисти — деца и одрасли са интелектуалним инвалидитетом — такође имају много нелечених здравствених проблема. Специјална олимпијада је 1997. године започела иницијативу под називом Здрави спортисти, која нуди здравствене прегледе спортистима којима је потребна.
Програм FUNfitness процењује флексибилност, снагу, равнотежу и аеробну кондицију спортисте. Након екрана, физиотерапеут ће дати упутства о томе како да оптимизују своју физичку спремност у областима које су прегледане.
Од када је започео програм Здрави спортисти, Специјална олимпијада је постала највећа глобална здравствена организација посвећена пружању услуга особама са интелектуалним инвалидитетом. До сада је широм света спроведено више од 1,9 милиона прегледа Здравих спортиста за особе са интелектуалним инвалидитетом.
Здравствена иницијатива Специјалне олимпијаде привукла је партнере високог профила, укључујући Фондацију Hear the World, која је прегледала више од 1.000 спортиста током последњих Светских зимских игара у Кореји; код више од 200 њих утврђено је оштећење слуха.

## Критика
Научник Кит Стори је сажео уобичајене примедбе у чланку из 2004. у часопису Journal of Disability Policy Studies. Једна критика упућена организацији односи се на улогу коју у њој играју корпоративни спонзори, а за коју критичари сматрају да је довела до деградирања патернализма према атлетским способностима. Док корпоративно прикупљање средстава чини игре могућим, тврде критичари, оно обезбеђује добре односе са јавношћу за спонзоре, али не резултира интеграцијом особа са инвалидитетом у радну снагу у тим компанијама. Особе са инвалидитетом такође нису широко заступљене у управном одбору Специјалне олимпијаде, пошто само два члана имају инвалидитет. Ово је критиковано као двоструки стандард који се лоше одражава на Покрет за права особа са дисабилитетом.

## У популарној култури
Специјална олимпијада је представљена у епизоди Саут Паркa из 2004. године Up the Down Steroid.